# Kea Könneker
Kea Könneker (* 25. März 1977 in Berlin) ist eine deutsche Schauspielerin, die seit 2008 nicht mehr aktiv tätig war.

## Wirken
Nach der Mittleren Reife besuchte Könneker drei Jahre lang eine private Schauspielschule. Schon während dieser Zeit sammelte sie in Statistenrollen erste schauspielerische Erfahrungen.
Ihre ersten kleineren Rollen spielte sie 1994 in der SAT.1-Serie Wolffs Revier sowie in der RTL-Daily Soap GZSZ.
1996 kehrte Könneker zu Gute Zeiten, schlechte Zeiten zurück, wo sie nun bis 1997 die Rolle der Christiane ‚Chrissie‘ Lehmann übernahm und 1997 durch den Serientod ausschied.
Nach GZSZ übernahm sie Episodenrollen in diversen Serien. 2001 stand sie ferner für den Film Durch dick und dünn in einer Hauptrolle vor der Kamera, für den sie zehn Kilogramm zunehmen musste. Mit dieser Rolle wurde sie für den Günter-Strack-Nachwuchspreis nominiert.
2004 bis 2006 war sie Mitarbeiterin einer Fotoproduktionsfirma. Seit 2006 pendelt sie zwischen Los Angeles und Berlin. Sie arbeitet nun als Produktionsleiterin für Film- und Fotoproduktionen.
Könneker hat sich im April 2021 an der umstrittenen Initiative #allesdichtmachen zusammen mit rund 50 weiteren Schauspielern beteiligt.

## Filmographie
- 1994: Wolffs Revier (Fernsehserie)
- 1994: Gute Zeiten, schlechte Zeiten (Fernsehserier, 4 Episoden als Nina Rüger)
- 1996–1997: Gute Zeiten, schlechte Zeiten (26 Episoden als Chrissie)
- 1998: Im Namen des Gesetzes (Fernsehserie, Episode 3.07, Alte Rechnung)
- 1998: Tatort – Fürstenschüler
- 1998: OP ruft Dr. Bruckner (Fernsehserie, Episode: Reise in einen anderen Körper)
- 1999: St. Angela (Fernsehserie, Episode: Das Sommerfest)
- 2000: Sperling – „Sperling und das große Ehrenwort“ (Fernsehserie)
- 2000: Vor der Stille (Kurzfilm)
- 2001: Durch dick und dünn (Fernsehfilm)
- 2001: Oh, du Liebezeit
- 2002: Dr. Sommerfeld – Neues vom Bülowbogen (Fernsehserie, Episode: Auf verschiedenen Frequenzen)
- 2003: Die Stimmen (Fernsehfilm)
- 2003: Glück im Spiel (Kurzfilm)
- 2004: Warum läuft Herr V. Amok? (Kurzfilm)
- 2005: Popp Dich schlank! (Fernsehfilm)
- 2008: Carnival of the damned (Video)